# 박희현 (1911년)
박희현(朴熙賢, 1911년 6월 16일 ~ 1999년 4월 19일)은 일제강점기, 미군정의 관료이자, 대한민국의 정치인, 기업인이다. 평안북도 박천군 출신.
이승만 정권에서 기획예산처 예산국장, 재무부차관, 재무부장관, 상공부장관 등을 역임했지만 1960년 이후 민주당의 후신인 신민당, 민정당에 참여했다. 기업인 활동으로는 조선일보 취체역, 풍한산업 회장, 주정협회장, 협동생명 대표이사 등으로 활동했다.

## 약력
- 신의주공립보통학교 졸업
- 1930년 신의주고등보통학교 졸업
- 1930년 4월~ 1933년 5월 평안북도지사실 담당 고원
- 1930년 ~ 1932년 제5회 지방행정강습소 수학
- 1933년 5월 ~ 1933년 7월 평안북도 초산군속
- 1936년 7월 ~ 1941년 3월 평안북도청 내무국 지방과 촉탁직원
- 1941년 3월 ~ 1945년 8월 조선총독부 내무국 지방과속
- 1945년 ~ 조선총독부 내무국 지방과장
- 1945년 9월 미군정청 지방행정과 행정관
- 1945년 ~ 1946년 미군정청 내무국 지방과장 겸 미군정장관 영어통역
- 1946년 5월 ~ 1947년 9월 미군정청 재무부 사계국 행정관
- 1947년 9월 남조선과도정부 재무부 회계국장
- 1949년 6월 10일 대한민국 재무부 회계국장
- 1949년 11월 15일 미군정 식량공사 청산위원회 위원 추가 위촉[1]
- 1950년 1월 25일 한미재정경제협의회가 설치되자 김훈, 이병호 등과 한국측 대표단의 1명[2]
- 1950년 2월 기획예산처 예산국장
- 1951년 9월 ~1953년 제3대 재무부 차관
- 1952년 겸 기획예산처 차장
- ~ 1953년 10월 1일 정부 특별징계위원회 위원에서 해촉[3]
- 1953년 11월 18일 대한증권업협회 창립[4]
- 1953년 9월 9일 ~ 1954년 7월 1일 제4대 재무부 장관
- 1954년 상업은행 대주주
- 1954년 7월 1일] ~ 7월 6일 제7대 상공부 장관
- 1954년 7월 6일 국회 불신임안 통과. 경제정책 실패를 이유로 민주당 등 야당의 공세를 받음. 이때 일부 자유당 의원들도 여기에 동조하여 인책 사직.
- 조선일보사 주주
- 1956년 풍한산업, 풍한주조 대표이사 사장 겸 마닐라지점장[5]
- 1957년 ~ 1960년 조선일보 취체역 임원[6]
- 1957년 풍한산업 취체역 회장[7]
- 1957년 7월 세관에서 주정 원료 반입을 금지하자 김 재무부장관에게 항의전화했다. 그러나 당밀 술 주정의 원료 당밀 수입 후, 관세액 570만환 중 100만환만 납부하고 나머지는 납부하지 않은 사실이 드러나 문제가 됐다.[8]
- 1957년 한국주정협회 회장
- 1959년 5월 9일 재무부 재정금융위원회 자문위원[9][10]
- 협동생명보험주식회사 대표이사
- 1960년 신민당에 입당
- 1961년 5.16 군사 정변 후 군사정권의 정치정화법에 따른 정치활동금지대상자 지정
- 1963년 2월 1일 정치정화법 해제로 활동금지 해제됨[11][12]
- 1963년 3월 14일 민정당 창당에 참가[13][14]
- 동원예식장(東苑禮式場) 대표이사
- 삼필무역주식회사 회장
- 1974년 5월 3일 ~ 1976년 5월 2일 평안북도 행정자문위원(박천군 지역구)[15]
- 1978년 5월 3일 평안북도 행정자문위원[16]
- 1999년 4월 21일 서울 연희동 신촌세브란스 병원에서 사망

## 수상 경력
- 1957년 10월 8일 대한적십자사 특별유공회원상[17]